# Кабул
Кабул (персијски:کابل - Kâb'l) је главни и највећи град Авганистана, који се налази у источном делу земље. Кабул је такође општина дела провинције Кабул која је подељена у 22 округа. Према проценама 2020. године у граду Кабулу живело је 4.222.000 становника. Једини је град са више од милион становника у Авганистану, његов је политички, културни и економски центар. Због брзе урбанизације, Кабул је постао 75. највећи град на свету.
Налази се у уској долини између планина Хинду Куш са надморским висином од 1790 м, што га чини једном од највиших престоница у свету. Град је стар више од 3.500 година, а помиње се у списима још из времена Ахеменидског царства. Кабул се налази на раскрсници у Азији, отприлике на пола пута између Истанбула на западу и Ханоје на истоку, на стратешкој локациј дуж трогачких путева Јужне и Средње Азије и кључном месту дрвеног пута свиле. Поред Ахмедениског, Кабул је био део Селеукидског, Мауријсог, Кушанског, Тимуриди, Могулског и део многих других царства док коначно није постао део Дурани царства 1747. године. Кабул је постао главни град Авганистана 1776. године током владавине Тимура Шаха Дуранија, сина Ахмада Шаха Дуранија који је био оснивач авганистанске националне државе и њен владалац.
Почетком 19. века Британци су заузели град, али након успостављања дипломатских односа повукли су своје снаге из Авганистана. Године 1979. град је окупирао Совјетски Савез, али су га напустили након потписивања Женевског споразума 1988. године. Грађански рат током деведесетих година 20. века између различитих побуњеничких група уништио је већи део града и резултирао са много жртава. Од краја 2001. године град се непрестано обнавља.
Кабул је познат по својим баштама, базарима и палатама. Упркос честим терористичким нападима у граду углавном талибанских побуњеника, град наставља да се развија и био је пети најбрже растући град на свету до 2012. године.
Процењено је да град настањује између 2 и 4 милиона становника. Кабул постоји више од 3.500 година, а 1776. је постао престоница. Налази се у уској долини реке Кабул, високо у планинама близу Киберског пролаза. Повезан је са Таџикистаном преко тунела који пролази кроз планину Хиндукуш. Индустрија је слабо развијена због честих ратова од 1979. године. Градско становништво је мултинационално и чине га Паштуни, Таџици и Хазари.

## Историјат

### Стари век
Није познато у време ког царства је Кабул изграђен и модернизован у великој мери. Хиндуистичка ригведа састављена између 1500. и 1200. године пре нове и текстови зороастризма односе се на реку Кабул и на насеље звано Кубха. Долина Кабула била је део Медитеранског царства које је постојало до око 678 до 549. године п. н. е. Медијан царство је 549. године п.н.е припојено Ахеменидском царству чији је Кабул постао део. У том периоду град је био средиште образовања за зороастризам, а затим и за будизам. Натпис на надгробном споменику Дарија Великог наводи Кабул као једну од 29 земаља Ахемединског царства. Када је Александар Велики припројио Ахемединско царство, област Кабул дошла је под његову контролу. Након његове смрти, царство је заузео његов генерал Селеук чиме је Кабул постао део Селеукидског царства 305. године пре нове ере. Током Мауранског периода трговина у Кабулу је добро функционисала, развијени су уређају за наводњавање за јавну употребу, што је довело до повећања жетве усева. Људи из Кабула су у овом периоду били запослени као занатлије и столари.
Грчко-бактријско краљевство преузело је контролу над Кабулом од Мауранског царства у раном 2. веку пре нове ере, а затим су изгубили град од својих подређених Индо-грчског краљевства средином 2. века пре нове ере. Будизам је у том периоду била водећа религија у граду. Индо-грци су у то време протерали људе из Грчко-бактројског краљевства средином 1. века пре нове ере, али граду су изгубили и он је припао Кушанском царству 100 година касније.
Неки историчари приписују Кабулу санскритско име Камбоја. У неким списима помиње се име Кофхес или Копхене. Ксуан Санг је Кабул назвао Каофу у 7. веку пре нове ере што је назив једног племена који су населили долину Кабула почетком хришћанске ере. Кабул је остао у саставу Кушанског царства бар до 3. века нове ере. The Kushans were Indo-European-speaking peoples based in Bactria (northern Afghanistan). Кушани су били индоевропски народи са седиштем у Бактрији (северни Авганистан).
Око 230. године Кушане је поразило Сасанидско царство и Кабул је тада био у саставу њиховог царства. Током овог периода град се помињао под називом Капул, што на персијском језику значи краљевски мост, а верује се да је назван тако због главног моста на реци Кабул који је повезивао источни и западни део града.

### Исламизација и монголска освајања
Исламско освајање Авганистана било је 642. године у времену када је Кабул био независан. Извршене су бројне неуспешне експедиције ради исламизације региона. У једној од њих, Абдурахман ибн Авф стигао је у Кабул из Зарања крајем 600-их година и пребацио 12.000 становника у ислам пре него што је напустио град. Муслимани су били мањина све док Јабук-и Лајс Сафари није освојио Кабул 870. године и успоставио прву исламску династију у региону. Објављено је да су владари Кабула били муслимани са немуслиманима који су живели у њиховој близини. Током наредних векова, град су сукцесивно контролисали Саманиди, Газнавиди, Гуриди, Кваразмини, Карлугиди и династија Каљи.

### Тимуридско, Могулско и Дурани царство
У 14. веку Кабул је постао главни трговачки центар, за време владавине Тамерлана. Године 1504. град је заузео монголски цар Бабур, а Кабул је касније постао један од главних градова каснијег Монголског царства. Бабур је волео Кабул због чињенице да је у њему живео 20 година, а људи из града су му били одани. Сахрањен је у Кабулу по сопственој жељи, а на његовој гробници стоји натпис:  اگرفردوس روی زمین است همین است و همین است و همین است (ако је рај на земљи, онда је то ово). Мирза Мухамед Хајдар Дугхат, песник из Хиндустана који је у то време посетио град, написао је: Једите и пјте у Кабулу, то је планина, пустиња, град, река и све остало.
Девет година након што су Надер Шах и његове снаге напале и заузеле град, извршен је атентат на његове официре, што је резултирало распадом његовом царства. Ахмад Шах Дурани потврдио је власт у Кабулу 1747. године додатно проширио своје царство. Његов успон на власт означио је почетак новог доба за Авганистан. Његов син, Тиму Шах Дурани га је наследио и именовао Кабул за главни град државе, 1776. године. Тимур Шах преминуо је 1793. године, а наследио га је његов син Заман Шах Дурани. Први посетилац Кабула из Европе био је Енглез Џорџ Фостер који је Кабул из 18. века описао као најбољи и најчистији град у Азији.
Године 1826. краљевство је преузео Дост Мухамед Кан, али 1839. године Шујах Шан Дурани је поново постављен на престо уз помоћ Британске Индије током Првог англо-авганистанског рата. Локални устанак из 1841. године резултирао је убиством Британаца и њиховим губитком у Кабулу, а из града су се повукли 1842. године. У другој половини 1842. године, Британци су се вратили у Кабул, пљачкајући тврђаву Бала Хисар, пре него што су се пребегли у Британску Индију (данас Пакистан). Индијске снаге предвођене Британцима извршиле су инвазију на Кабул 1879. године, а у то време град је био под влашћу Шер Али Кана. Британци су поново делимично уништили тврђаву Бала Хисар пре повлачења.

### 20. век
Кабул је почетком 20. века постао утврђени град, познат по базарима, кожној и текстилној индустрији која је значајно развијена до 1916. године. Већи део становништва настањивао је јужну страну реке Кабула. Град се модернизовао током владавине краља Хабибулаха Кана, увођењем струје телефона и поштанских услуга. Прва модерна средња школа Хабибија, основана је 1903. године. Године 1919. након Трећег англо-авганистанског рата, краљ Аманулах Кан објавио је независност од Авганистана. Аманулах је био реформски расположен и имао је план да изгради нови главни град на земљишту удаљеном 6 километара од Кабула. Ово подручје је добило име Даруламан и састојало се од чувене палате Дарул Аман у којој је он касније боравио.
Многе образовне институције основане су у Кабулу током двадесетих година 20. века. Краљ Аманулај је 1929. године напустио Кабул због локалног устанка који направио Хабибулах Калкани, ипак Калкани је затворен и погубљен након девет месеци власти краља Надер Кана. Три године касније, 1933. године, нови краље је убијен током церемоније доделе награде у школи у Кабулу. Престо је препуштено његовом деветнаестогодишњем сину Захир Шашу, који је био последњи краљ Авганистана. За разлику од Аманулаха Кана, Надер Кан и Захир Шаш нису планирали да створе нови главни град, па је тако Кабул остао седиште свих државних институција и главни град.
Током међуратног периода, Француска и Немачка су помагале развој земље и одржавале средње школе у Кабулу, пружајући образовање деци из богатих породица. Универзите ту Кабулу отворен је 1932. године, а шездесетих година Авганистанци који су се образовали на западу били су већина наставника у држави. До шездесетих година већина професора на Универзитету била је школована у Европи.
Када је Захир Шаш преузео власт 1933. године, Кабул је имао само 10 километара железнице у држави, мало телефонских линија и путева. Захир се обратио Јапану Немачкој и Италији ради помоћи у развоју модерне транспортне комуникационе мреже. Радио-торањ у граду који су саградили Немци 1937. године омогућио је Кабулу комуникацију са околним селима. Организована је национална банка и државни картели, како би се омогућила економска модернизација. Изграђене су електране, покренуте фабрике тепиха и намештаја.
Током четрдесетих и педесетих година 20. века урбанизација се убрзала, а град је изграђен у површини на 68 km² и био је четрнаест пута већи у односу на период 1925. године. Под премијером Авганистана, Мохамедом Даудом Каном педесетих година повећала су се страна улагања и развој града. Године 1955. Совјетски Савез проследио је Авганистану кредит од 100 милиона долара који је финансирао јавни превоз, аеродроме, фабрику цемента, механизовану пекару, аутопут од пет трака од Кабула до границе Совјетског Савеза, бране, укључујући и прелаз Саланг северно од Кабула. Током шездесетих година 20. века изграђена су совјетска стамбена имања у совјетском стилу, која садрже шездесет блокова.
Влада Авганистана је такође изградиле многе зграде министарства у бруталистичком архитектонском стилу. Током шездесетих година у граду је изграђена продавница Marks & Spencer, прва у средњој Азији. Зоолошки врт Кабул отворен је 1967. године уз помоћ немачких зоолога. Кабул је у овом периоду посећивао велики број странаца, а град је експериментисао са либерализацијом, смањио ограничења говора, што је довело до окупљања студената у главном граду, а касније и демонстрација. Од шездесетих до касних седамдесетих година 20. века, Кабул је био главно стајалиште на чувеној „Хипи стази”. Почетком седамдесетих година, Кабул је био познат по уличној продаји хашиша и постао је главна туристичка атракција углавном међу хипицима.
Дана 28. априла 1978. године председник Мохамед Дауд Кан и већине његове породице убијени су у Кабулској председничкој палати. Након тога Просовјетска ПДПА преузела је власт у држави, под окриљем Нура Момахемда Таракија. Образовање је модификовано по совјетском моделу, а лекције у школама су биле усмерене на подучавање руског језика, марксизма и лењинизма. Дана 24. децембра 1979. године Совјетски Савез напао је Авганистан, а Кабул је окупиран од совјетских снага. Током 1980. године избили су велики протести у Кабулу због присуства Совјета. Током Совјетског рата у Авганистану, Кабул је био командни центар Совјета, мада се град током овог периода сматрао умерено безбедним, јер су се борбе углавном одвијале у околини градова. Амбасада СССР је током рата нападнута четири пута.
Током 1978. године у Кабул је стигло око 500.000 избеглица које су побегле из других делова земље, а за то време жене у Авганистану чиниле су 40% радне снаге. Већина цивила из СССР (којих је било између 8.000 и 10.000) живели су североисточном совјетском стамбеном комплексу под називом „Микрорарион”, који је био окружен бодљикавом жицом и чуван тенковима. Побуњени муџахедини неколико пута су улазили у совјетско насеље у Кабулу, 9. октобра 1987. године након постављање бомбе у аутомобилу у том насељу погинуло је 27 људи, а 27. априла 1988. године на прослави 10. годишњице Саурске револуције, камион са бомбом убио је 6 људи.
Након пада Владе Мохамеда Наџибула у априлу 1992. године, различите муџахединске фракције ушле су у град и формирале Владу према Пешаварским споразумима, али странка Гулбудина Хекматјара је одбила да потпише споразуме и започела је гранатирање града ради власти, што је убрзо ескалирало у сукоб пуних размера. Ово је означило почетак мрачног периода града, најмање 30.000 цивила убијено је у периоду који се локално назива „ратови у Кабулу”. Око 80 процената града је девастирано и уништено до 1996. године. Стари град и западна подручја били су међу најтеже погођеним. Један Аналитичар Њујорк Тајмса рекао је 1996. године да је град био девастиранији од Сарајева, који је на сличан начин оштећен током рата у БиХ. Град је претрпео велико бомбардовање између супарничких страна које се појачало 1992. године. Његов географски положај у уској долини учинио га је лаком метом од ракета испаљених од стране милиција које су се бациле у околне планине. У року од две године, већина инфраструктуре је уништена, велики део грађана Кабула отишао је у друге делове државе или у иностранство, а струје и воде није било у граду. Крајем 1994. године привремено је заустављено бомбардовање престонице. Након тога судови су почели поново да раде, како би осудили злочине који су почињени током рата. Дана 27. септембра 1996. године талибанска милиција заузела је Кабул и основала Исламски Емират Авганистана, где је наметнут строги облик шеријата, ограничавајући жене на раду и у образовању.

### 21. век
У новембру 2001. године, Северна алијанса заузела је Кабул након што су га Талибани напустили након америчке инвазије. Месец дана касније, састављена је нова Влада под председником Хамидом Карзајом. У међувремену у Авганистану су распоређење НАТО трупе.
Ратом разорен град почео је да се развија, јер су се многи прогнани Авганистанци вратили у државу. Становништво града је порасло за око 500.000 2001. године у преко 3 милиона током двехиљадедесетих година. Много страних амбасада се отворило након рата у Кабулу. Од 2014. године, Авганистанске снаге националне безбедности биле су задужене за безбедност у Кабулу и његовој околини. Кабул је периодично поприште смртоносних бомбашких напада које су углавном извршили Талибани, али и Хакани, ИСИЛ и друге анти-државне организације. Владини службеници, војници и обични цивили били су мета напада. Авганистанска Влада акције терориста називала је акцијама ратних злочинаца. Најсмртоноснији напад до сада био је у мају 2017. године. Од 2010. године у граду делује низ контролних пунктова.
Град је доживео брзу урбанизацију са све већим бројем становника, а изграђена су многа дивља насеља. Од касних двехиљадитих изграђени су бројни стамбени комплекси. Главни пројекат чија је вредност 80 милијарди долара под називом „Нови град Кабул” има за циљ да развије модерно насеље кућа и предузећа а 1.700 хектара земље северно од Кабула (окрузи 18 и 19) и у провинцији Парван. Пројекат је конципиран 2007. године, одобрен 2009. а изградња је започела 2015. године.

## Географија
Кабул се налази у источном делу Авганистана на 1791 метру надморске висине, у уској долини између планинског масива Хиндукуш и реке Кабул. Јужно од старог дела града налазе се древни градски зидови и планина Шер Дарваза, а иза ње је гробље Шухадај Салихин. Нешто даље источно налази се тврђава Бала Хисар са језером иза ње. Планине које се налазе у околини Калбула су Кахаир, Кхана, Шамали, Кхваја Раваш, Шаки Барен Теи, Кургугх и Шер Дарваза. Такође постоје две планине између урбаних области у западном Кабулу, Асамај и Али Абад. У оквиру града постоји неколико брда.
Град обухвата површину од 1.023 km² што га чини највећим у земљи. Приближно велике престонице сличне Кабулу су Исламабад, Душанбе, Ташкент, Њу Делхи и Бишкек. Кабул је отприлике подједнако удаљен од Истанбула (западна Азија) и Ханоја (источна Азија).
Кабул има степску климу са падавинама зими. Температуре су ниске у поређењу са већим делом југозападне Азије, углавном због велике надморске висине града. Лети је веома ниска влажност ваздуха што пружа олакшање током великих температура. Јесени су топле током дана, док су ноћи нешто хладније. Зиме су хладне, јануарски дневни просек је −2.3 °C. Пролеће је најкишније доба у години, а сунчани период доминира током целе године. Средња годишња температура је 12,1 °C, знатно нижа него у осталим градовима Авганистана.
| Клима Кабул (1956–1983)       | Клима Кабул (1956–1983) | Клима Кабул (1956–1983) | Клима Кабул (1956–1983) | Клима Кабул (1956–1983) | Клима Кабул (1956–1983) | Клима Кабул (1956–1983) | Клима Кабул (1956–1983) | Клима Кабул (1956–1983) | Клима Кабул (1956–1983) | Клима Кабул (1956–1983) | Клима Кабул (1956–1983) | Клима Кабул (1956–1983) | Клима Кабул (1956–1983) |
| Показатељ \ Месец             | .Јан.                   | .Феб.                   | .Мар.                   | .Апр.                   | .Мај.                   | .Јун.                   | .Јул.                   | .Авг.                   | .Сеп.                   | .Окт.                   | .Нов.                   | .Дец.                   | .Год.                   |
| ----------------------------- | ----------------------- | ----------------------- | ----------------------- | ----------------------- | ----------------------- | ----------------------- | ----------------------- | ----------------------- | ----------------------- | ----------------------- | ----------------------- | ----------------------- | ----------------------- |
| Апсолутни максимум, °C (°F)   | 18,8 (65,8)             | 18,4 (65,1)             | 26,7 (80,1)             | 28,7 (83,7)             | 33,5 (92,3)             | 36,8 (98,2)             | 37,7 (99,9)             | 37,3 (99,1)             | 35,1 (95,2)             | 31,6 (88,9)             | 24,4 (75,9)             | 20,4 (68,7)             | 37,7 (99,9)             |
| Максимум, °C (°F)             | 4,5 (40,1)              | 5,5 (41,9)              | 12,5 (54,5)             | 19,2 (66,6)             | 24,4 (75,9)             | 30,2 (86,4)             | 32,1 (89,8)             | 32,0 (89,6)             | 28,5 (83,3)             | 22,4 (72,3)             | 15,0 (59)               | 8,3 (46,9)              | 19,5 (67,1)             |
| Просек, °C (°F)               | −2,3 (27,9)             | −0,7 (30,7)             | 6,3 (43,3)              | 12,8 (55)               | 17,3 (63,1)             | 22,8 (73)               | 25,0 (77)               | 24,1 (75,4)             | 19,7 (67,5)             | 13,1 (55,6)             | 5,9 (42,6)              | 0,6 (33,1)              | 12,1 (53,8)             |
| Минимум, °C (°F)              | −7,1 (19,2)             | −5,7 (21,7)             | 0,7 (33,3)              | 6,0 (42,8)              | 8,8 (47,8)              | 12,4 (54,3)             | 15,3 (59,5)             | 14,3 (57,7)             | 9,4 (48,9)              | 3,9 (39)                | −1,2 (29,8)             | −4,7 (23,5)             | 4,3 (39,7)              |
| Апсолутни минимум, °C (°F)    | −25,5 (−13,9)           | −24,8 (−12,6)           | −12,6 (9,3)             | −2,1 (28,2)             | 0,4 (32,7)              | 3,1 (37,6)              | 7,5 (45,5)              | 6,0 (42,8)              | 1,0 (33,8)              | −3,0 (26,6)             | −9,4 (15,1)             | −18,9 (−2)              | −25,5 (−13,9)           |
| Количина падавина, mm (in)    | 34,3 (1,35)             | 60,1 (2,366)            | 67,9 (2,673)            | 71,9 (2,831)            | 23,4 (0,921)            | 1,0 (0,039)             | 6,2 (0,244)             | 1,6 (0,063)             | 1,7 (0,067)             | 3,7 (0,146)             | 18,6 (0,732)            | 21,6 (0,85)             | 312,0 (12,283)          |
| Дани са кишом                 | 2                       | 3                       | 10                      | 11                      | 8                       | 1                       | 2                       | 1                       | 1                       | 2                       | 4                       | 3                       | 48                      |
| Дани са снегом                | 7                       | 6                       | 3                       | 0                       | 0                       | 0                       | 0                       | 0                       | 0                       | 0                       | 0                       | 4                       | 20                      |
| Релативна влажност, %         | 68                      | 70                      | 65                      | 61                      | 48                      | 36                      | 37                      | 38                      | 39                      | 42                      | 52                      | 63                      | 52                      |
| Сунчани сати — месечни просек | 177,2                   | 178,6                   | 204,5                   | 232,5                   | 310,3                   | 353,4                   | 356,8                   | 339,7                   | 303,9                   | 282,6                   | 253,2                   | 182,4                   | 3.175,1                 |
| Извор: NOAA                   |                         |                         |                         |                         |                         |                         |                         |                         |                         |                         |                         |                         |                         |

Река Кабул протиче кроз седиште града и дели централне пијаце, а неколико мостова у граду протеже се преко реке. Због климатских промена, од 21. века река пресушује већи део године, а корито се пуни само у кишној зимској и пролећној сезони. Велико језеро и мочварна подручја налазе се југоисточно од старог дела града под називом Кол Хашмат Кан. Мочвара је место на којем време проводи хиљаде птица које лете између Индијског потконтинента и Сибира. Године 2017. влада Авганистана прогласила је језеро заштићеном подручјем. На језеру су примећене неке ретке врсте птице као што су орао крсташ и кудрави несит. Друго велико језеро града под називом Куарга, налази се на око 9 км северозападно од центра града и главна је атракција за домаће и стране туристе. Загађење ваздуха велики је проблем Кабула, ваздух је нарочито загађен током зимске грејне сезоне.
Град Кабул један је од 15 округа провинције Кабул. Као главни град покрајине он формира општину која је даље подељена у 22 административне области под називом општинске четврти или градске четврти, које се поклапају са званичним полицијским окрузима. Број градских округа повећан је са 11 на 18 у 2005. години, а потом на 22 до 2010. године након оснивања округа 14 и 19-22 које је општина Кабул анектирала из околних руралних округа. Градске границе су се стога знатно повећале. Због спорова о разграничењу са покрајинском управом, неки од ових нових округа више управљају покрајинским окрузима него општине. Округ 1 садржи већину старог дела града. Центар Кабула углавном се састоји од округа 2, 4 и 10. Поред тога, окрузи 3 и 6 имају мноштво комерцијалних и владиних здања. Север и запад града су највише урбанизовани, за разлику од југа и истока.
Сваке године око 20.000 страних туриста посети Авганистан. Главни хотели у Кабулу су хотел Серена и хотел Сафи Лендмарк изнад центра града, а постоји и низ других мање познатих хотела. Већина посетилаца преферира смештај у пансионима којих има у целом граду, а највише бораве у кварту Вазир Акбар Кан, који важи за сигуран део града.
У старом делу града налазе се базари који су смештени дуж уских испреплетаних улица. Културна места укључују: Национални музеј Авганистана, срушена плата Дарул Аман, гробница цара Бабура, џамију Иг Дах и многе друге грађевине. Остале знаменита места су градски центар, где се налази први трговачки центар у Кабулу, продавнице око Цветне улице, округ Вазир Акбар Кан, голф клуб Кабул, зоолошки врт, џамију Абдул Рахман и друге познате џамије. Туристи неретко посећују и Националну галерију Авганистана, Националну архиву Авганистана, Маузолеј авганистанске краљевске породице, Музеј рудника, гробље Кабул и Пагман башту.
Доминантан спорт у Кабулу је крикет и два од три стадиона резервисана су за тај спорт.

## Демографија
Број становника Кабула процењен је 2020. године на око 4.222 милиона. Друга процена за 2015. годину износила је 3.678.034 становника. Становништво града је дуго варирало због ратова. Недостатак ажурног пописа значи да постоје различите процене становништва. Процењује се да је број становника у Кабулу износио око 10.000 1700. године, 65.000 до 1878. и 120.000 до 1940. године. У новије време, број становника је био око 500.000, 1979. године, док други извор тврди да је 1976. било 337.715 становника у граду. Ова бројка је порасла на око 1,5 милиона до 1988. године, пре него што је драматично опала током деведесетих година.
Кабул је постао један од најбрже растућих градова на свету, а број становника је од 2001. до 2014. године порастао четвороструко. То је делимично последица повратка избеглица после пада талибанског режима, а делом због тога што су Авганистанци углавном прешли из других провинција током рата између талибанских побуњеника и авганистанских Владиних снага у њиховим родним областима, као и због тражења радне снаге у престоници. Резултат тога је брза урбанизација која значи да многи становници данас живе у неформалним насељима. Постоји доста кућа од блата на обронцима планина и стрмим брдима, а у њима живе сиромашни слој становништва, куће углавном немају електричну мрежу нити су повезане на водовод. Иако су многа насеља нелегална, власти Кабула их нису рушила. Године 2017. општина Кабул покренула је пројекат осликавања домова у овим насељима светлим бојама у настојању да „развесели” становнике.
У Кабулу живи велики број народа, становништво је разнолико за разлику од других градова Авганистана. Извештај из 2009. године наводи да у Кабулу има велики број етничких група укључујући Паштуне, Таџике, Хазаре, Узбеке и неке друге мање групе. Око 74% становника Кабула су сунити, док 25% чине шиити, углавном Хазари. Преосталих 1% су следбеници сикизма и хиндуизма, а постоји и мали број јевреја и хришћана, мада нису авганистански држављани већ углавном радници у међународним организацијама. Кабул такође има мале индијске и турске заједнице, који су углавном власници предузећа или инвеститори, а током осамдесетих година 20. века у Кабулу је живео велики број Руса.

## Политика и економија
Административну структуру Кабула чини 17 департмана које води градоначелник. Као и друге покрајинске општине у Авганистану, општина Кабул бави се градским пословима као што су изградња и инфраструктура. Градске четврти прикупљају одређене порезе и издају грађевинске дозволе. Свака градска област има шефа округа којег именује градоначелник и води шест главних департмана у окружној канцеларији. Организација на нивоу нахије назива се гозар. Вакиле гозар је особа изабрана да представља заједницу у градском округу. Полиција је део авганистанске Националне полиције при Министарству унутрашњих послова и уређена је по градским четвртима. Шефа полиције бира министар унутрашњих послова и одговоран је за све активности спровођења закона широм провинције Кабул.
Главни брендови Кабула су свеже и сушено воће, орашасти плодови, напици, авганистанске простирке, производи од овчје коже, намештај, старине и одећа за домаћинство. Светска банка одобрила је 25 милиона америчких долара за пројекат обнове урбане реконструкције, која је извршена до 2011. године. Током двехиљадедесетих година, Сједињене Америчке Државе уложиле су око 9,1 милијарди америчких долара у урбану инфраструктуру у Авганистану. Ратови од 1978. године ограничили су економску продуктивност града, али након успостављања управе Карзаи од краја 2001. године, локални економски догађаји укључују бројне затворене тржне центре. Први од њих био је градски центар у Кабулу, отворен 2005. Други су се такође отворили последњих година, укључујући центар Гулбахар, Сити Вок Мол и Маџид Мол.
Највеће индустријско чвориште Кабул налази се у округу 9, на северној обали реке Кабул и у близини аеродрома. Око 6 км од центра града Кабула, у месту Баграми, индустријски комплекс површине 9 хектара завршен је са модерним објектима, који компанијама омогућују да послују тамо. Парк има професионално управљање за свакодневно одржавање јавних путева, унутрашњих улица, заједничких простора, паркинг простора, 24-часовно периметрично обезбеђење, контролу приступа возилима и особама. На овом простору налази се велики број фабрика, укључујући фабрику за флаширање Кола Коле.
Према невладиној организацији Транспаренси интернашонал Влада Авганистана је трећа најкорумпиранија на свету. Стручњаци сматрају да лоше одлуке авганистанских политичара доприносе немирима у региону. Ово такође спречава страна улагања у Авганистан, посебно од стране држава из Европе и Сједињених Држава. У 2012. години наводно је 3,9 милијарди долара плаћено јавним службеницима као мито. У Кабулу постоји неколико банака поред државне Авганистанске банке.
Уговор о вредности од милијарду долара потписан је 2013. године како би се започео рад на „Новом граду Кабулу”, што је главни стамбени план који би могао да прими 1,5 милиона људи. У међувремену граде се многе високе зграде како би могла да се контролише пренасељеност и како би се модернизовао град.
Од новембра 2015. године у Кабулу постоји више од 24 телевизијске станице. Услугу мобилних телефонија пружа неколико компанија, а од 2012. године успостављена је могућност коришћења 3Г мреже. У новембру 2006. године авганистанско Министарство комуникација потписало је уговор са компанијом ЗТЕ у износу од 64,5 милиона америчких долара о успостављању оптичке кабловске мреже широм земље ради побољшања телефонских, интернет, телевизијских и радио-дифузних услуга не само у Кабулу, већ широм земље. Интернет у кафићима Кабула уведен је 2002. године и проширује се широм земље. Постоји читав број поштанских уреда широм града. Доступне су и услуге испоруке пакета.

## Саобраћај
Међународни аеродром Хамид Карзај налази се на 25 км од центра Кабула који је одувек служио као главни аеродром у држави. То је средиште авиокомпаније Аријан Африкан Еирлајнс, националног авиопревозника, као и приватних авио-компанија као што су Африкан Џет Интернешнал, Кам Еир и других. На аеродрому послују и регионалне авиокомпаније попут Еир Индија, Емирејтс, Махан ерлајнс, Теркиш ерлајнс и других. Влада Јапана саградила је нову међународни терминал на аеродрому у Кабулу и започела са радом 2008. године.
Кабул нема услугу возова у граду, постоји једна железничка служба, трамвајска пруга Кабул-Даруламан функционисала је шест година у периоду од 1923. до 1929. године. Као део одобреног великог развојног пројекта „Кабул Нови град“ који је започео 2015. године, планира се изградња лагане железничке пруге.
Аутопут АХ76 повезуј Кабул северно према Чарикару, Пули Кумри и Мазари Шарифу, а води до путева према Кундузу. Аутопут АХ77 налази се западно према провинцији Бамијан. Велики део путне мреже у центру Кабула састоји се од раскрсница квадратних или кружних раскрсница. Главни трг у граду је Трг Паштунистана који има велику фонтану и налази се поред председничке палате, Централне банке и других знаменитости. Нагли пораст становништва у 21. веку проузроковао је велике проблеме загушења градских саобраћајница. У настојању да се овај проблем реши, изграђено је 95 км обилазнице око града, а вредност радова била је 110 милиона долара. У оквиру пројекта унапређења ефикасности градског превоза у Кабулу, који је потписан 2014. године, а подржала га је Светска банка, град је доживео широка побољшања услова на путевима, укључујући изградњу нових пешачких тротоара, дренажних система, осветљења и асфалтирање путева. Пројекат изградње трајао је до 31. децембра 2019. године.
Приватних возила у Кабулу је све више од 2002. године, а око 700.000 аутомобила регистровано је од 2013. године, а до 80% свих су марке тојота корола. Бензинске станице у Кабулу су углавном у приватном власништву. Бицикли на путу су уобичајени призор у граду.
У Кабулу саобраћа око 800 аутобуса, а постоје и експресни аутобуси који возе од центра града до међународног аеродрома. Електрични тролејбуски систем радио је у Кабулу од фебруара 1979. до 1992. године. Тролејбуси су били марке Шкода, направљени у Чехословачкој. Услуга тролејбуса била је веома популарна, углавном због ниске цене у поређењу са конвенционалним аутобуским линијама. Последњи тролејбус престао је са вожњом крајем 1992. због ратних дејстава, већи део бакарних жица касније је опљачкан, али неколико њих, укључујући челичне стубове и данас се може видети у Кабулу.
У јуну 2017. године општина Кабул открила је планове за нови аутобуски брзи транзитни систем, први велики систем градског јавног превоза. Очекивало се да ће се отворити до 2018, али је његово отварање одложено до даљњег.

## Образовање
Министарство образовања Авганистана одговорно је за образовни систем у држави. Јавне и приватне школе у граду поново су отворене од 2002. године, након што су затворене или уништене током рата у периоду од осамдесетих до краја деведесетих година. У Кабулу има мањак школи, као и у целој држави. Министарство образовања Авганистана планира да у наредним годинама изгради више школа тако да се образовање пружи свим грађанима земље. У Кабулу је до 2020. године постојало једанаест средњих школа и исто толико универзитета.

## Побратимљени градови
- Анкара, Турска (од 2003.)[115]
- Истанбул, Турска (од 1992.)[116]
- Казан, Русија (од 2005.)[117]
- Омаха, Сједињене Државе (од 2003.)[118]
- Канзас Сити, Сједињене Државе (од 2018.)[119]